# Kwast (gereedschap)

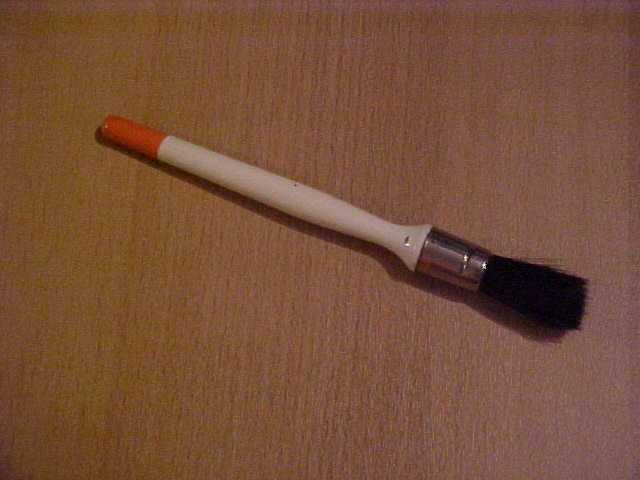
Een verfkwast

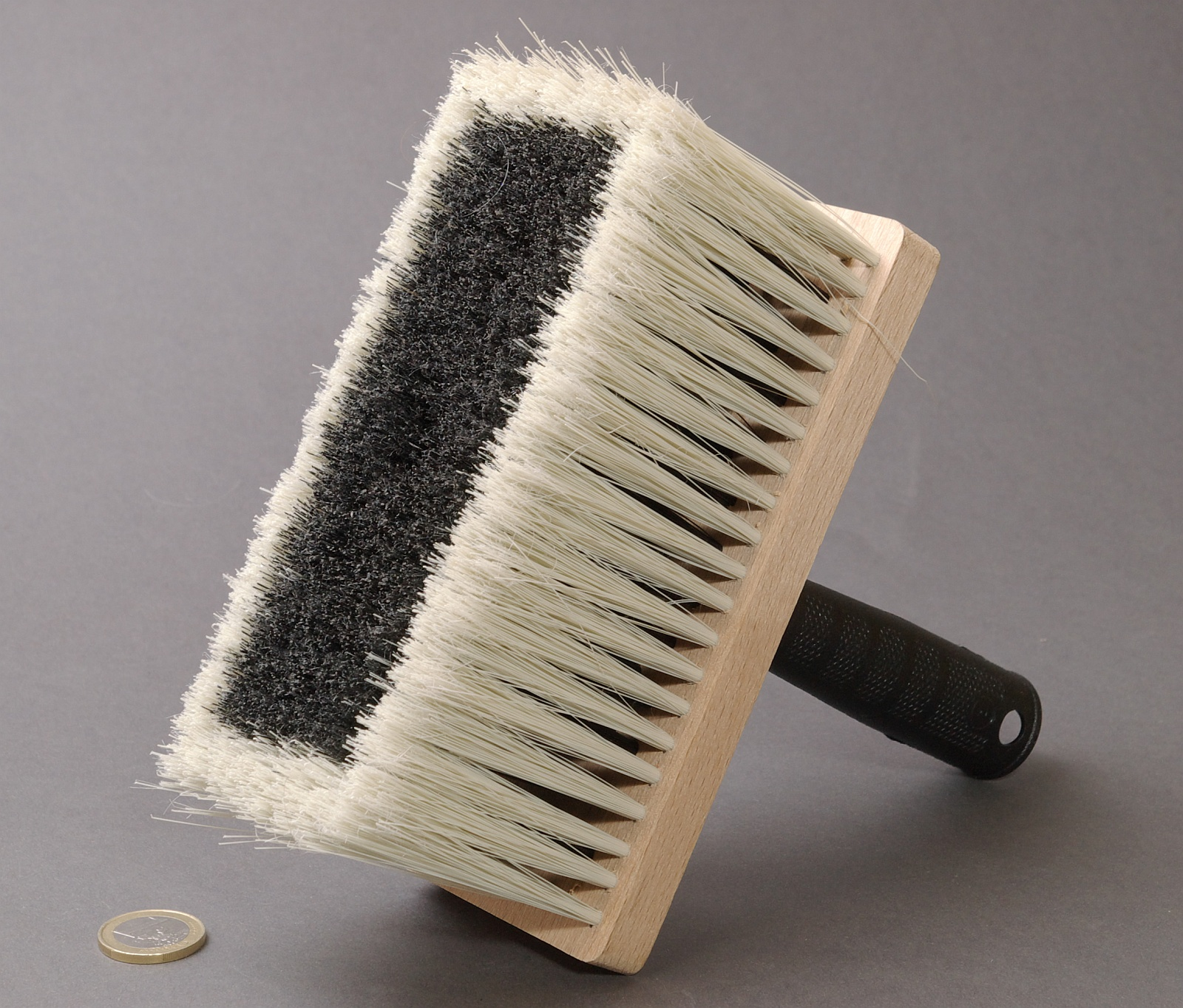
Blokkwast

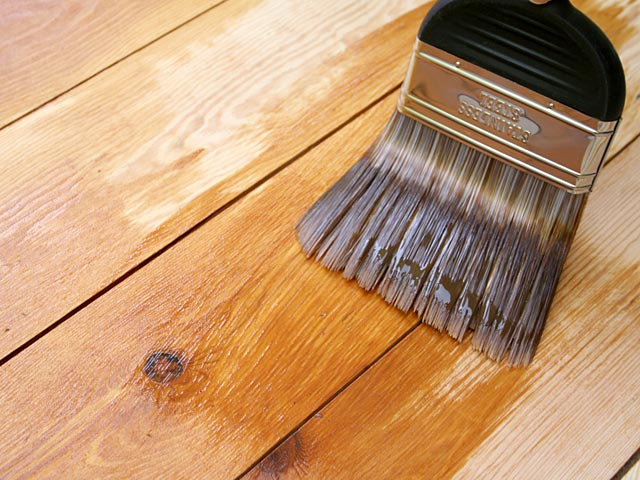
Verniskwast

Een kwast als gereedschap bestaat uit samengebonden vezels waarmee een substantie op een voorwerp aangebracht kan worden, of om schoon te maken.
Van oudsher bestaat een kwast uit haar van dieren (varkenshaar, dassenhaar) of uit plantaardige vezels. Tegenwoordig worden ook kunststofvezels gebruikt. De vorm ziet er vrijwel steeds hetzelfde uit; een steel om vast te houden met op het uiteinde haren waarin de vloeibare, gel- of poedervormige substantie blijft hangen. De meeste kwasten zijn rond, maar er zijn ook platte, ovale en blokvormige kwasten.
Bij een glaskwastje kan uit de vulpenvormige holle steel een bundeltje glasvezels worden gedraaid. Dit kwastje wordt gebruikt om overtollige tekeninkt van calqueerpapier te verwijderen. Op dezelfde wijze werkt een messingdraadkwastje, dat evenals het glaskwastje door horlogemakers wordt gebruikt om het oppervlak van onderdelen schoon te maken. 
De verschillende kwasten zijn soms genoemd naar hun vorm, en soms naar hun toepassing. Enkele voorbeelden van kwasten:
- Bakkwast
- Blokkwast, breed, rechthoekig haarblok met korte steel
- Blusherkwast (dit is een make-upkwast)
- Bokkenpoot, zo genoemd naar de geknikte vorm van de steel
- Daskwast, zeer zachte brede kwast van dassenhaar om bij het brandschilderen aangebrachte verven gelijkmatig te verdelen
- Glaskwastje
- Lijmkwast (vaak een blokkwast), bijvoorbeeld voor het aanbrengen van behangplaksel op behang
- Make-upkwast
- Penseel, een dunne soepele kwast
- Radiatorkwast
- Scheerkwast
- Schilderskwast (rond of ovaal, meestal gebonden)
- Schoonmaakkwastje, meestal met een balgje om lucht te blazen tijdens het vegen
- Stofkwast
- Tamponeerkwast
- Teerkwast, een andere naam voor bokkenpoot
- Verfkwast
- Verniskwast, een platte kwast voor het beitsen en vernissen van houten ondergronden
- Waaierkwast
- Waterkwast (met koper omvat)
- Witkwast (vaak een blokkwast)

Een schilder gebruikt zijn kwasten meestal eerst om te gronden (grondverf aanbrengen). De kwast 'beslijt' dan, wat bij het schilderen 'minder strepen' achterlaat. Elk haartje splijt dan. Deze gespleten uiteinden noemt men de bles. De bles is zeer waardevol want die geeft de kwast zijn zachtheid en houdt de verf goed vast.